# فولکس‌پولیتزای

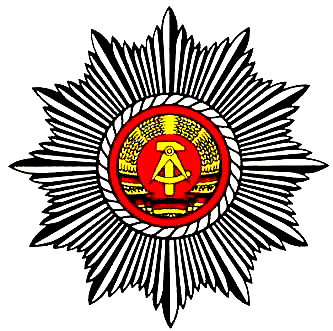
نشان فولکس‌پولیتزای

فولکس‌پولیتزای (به آلمانی: Volkspolizei به معنی: پلیس خلق) نیروی ملی پلیس آلمان شرقی بود که سران آن را معمولاً «فو-پوس» می‌خواندند. این نیروی پلیس پس از پایان جنگ جهانی دوم تأسیس شد و با اتحاد دو آلمان منحل شد.
نیروهای این پلیس مثل نیروهای ارتش آموخته می‌شدند و در اجرای سیاست‌های سرکوب آلمان شرقی نقش عمده‌ای داشتند.

## نگارخانه

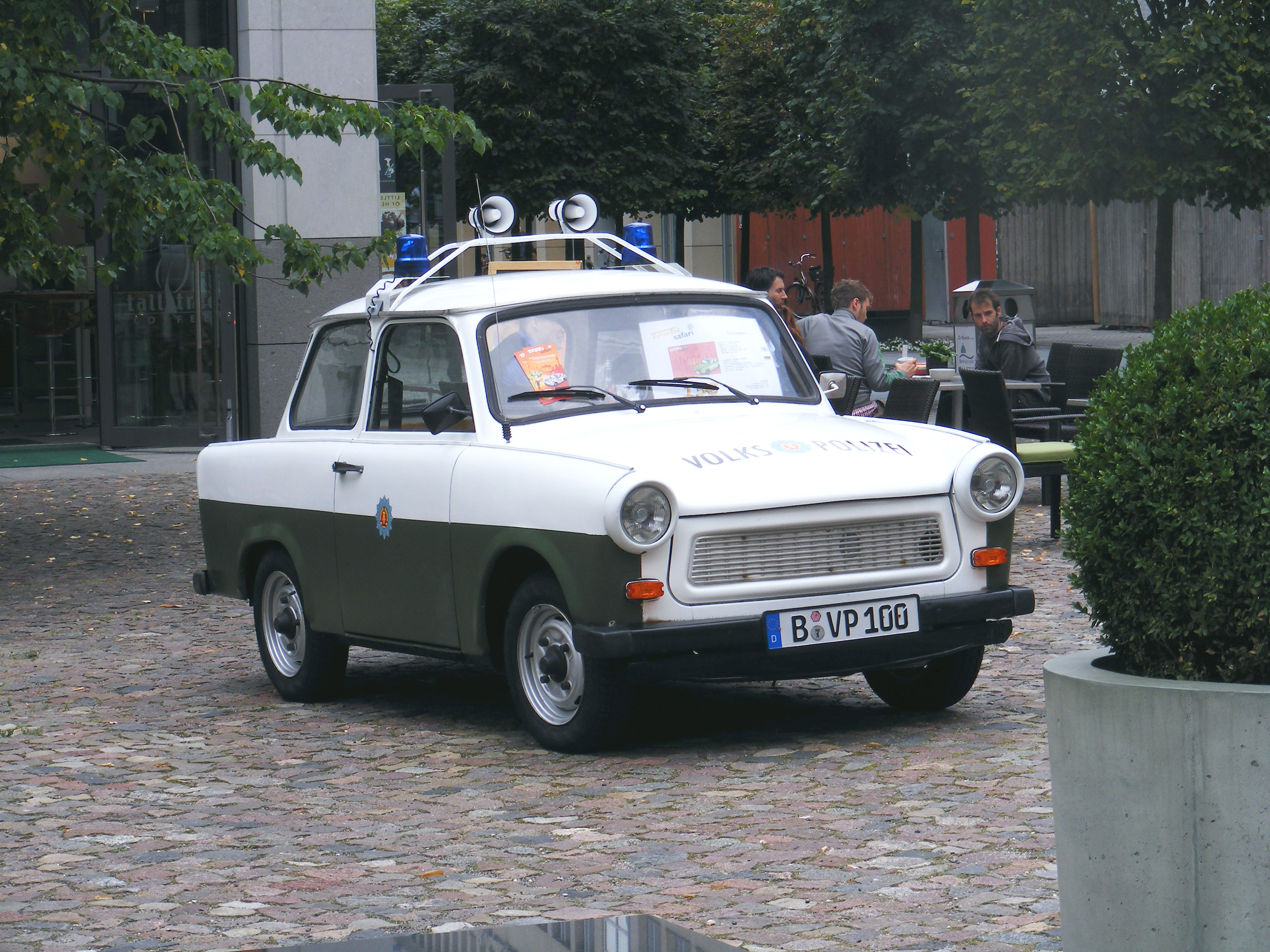
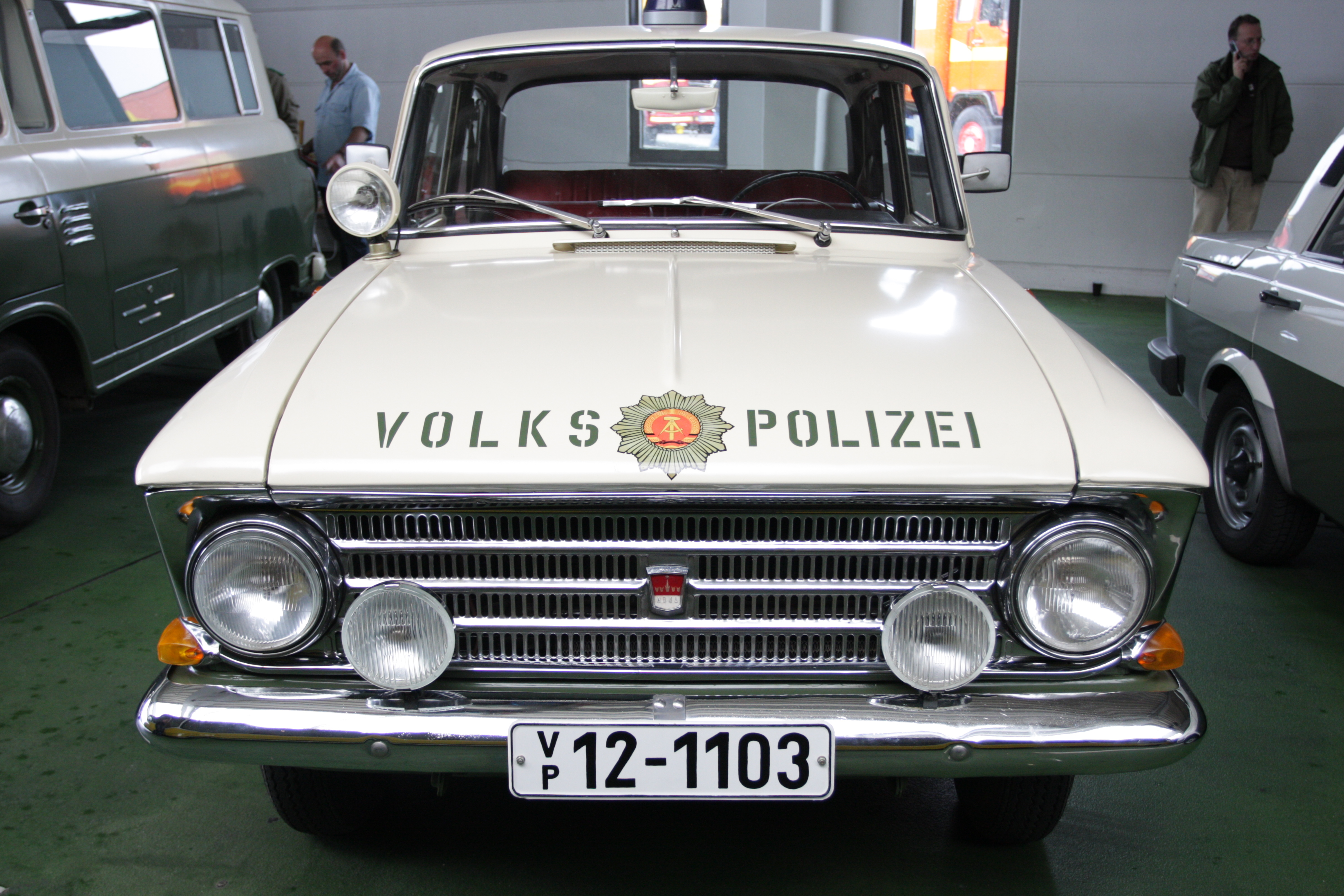
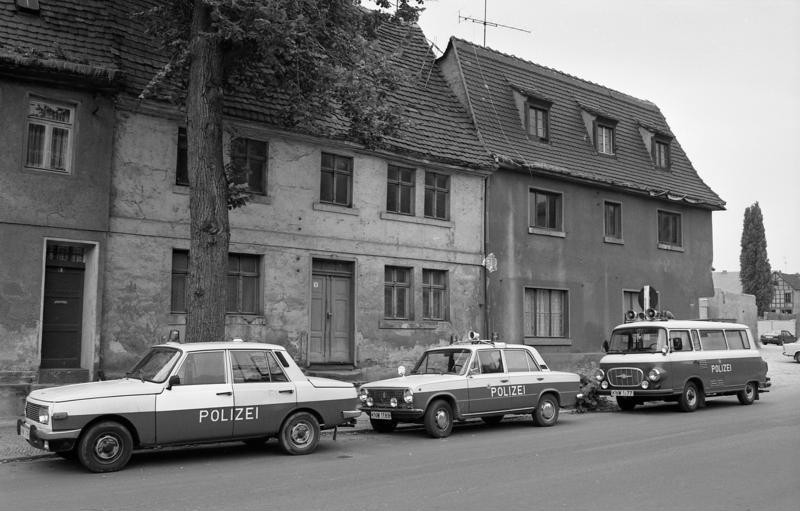
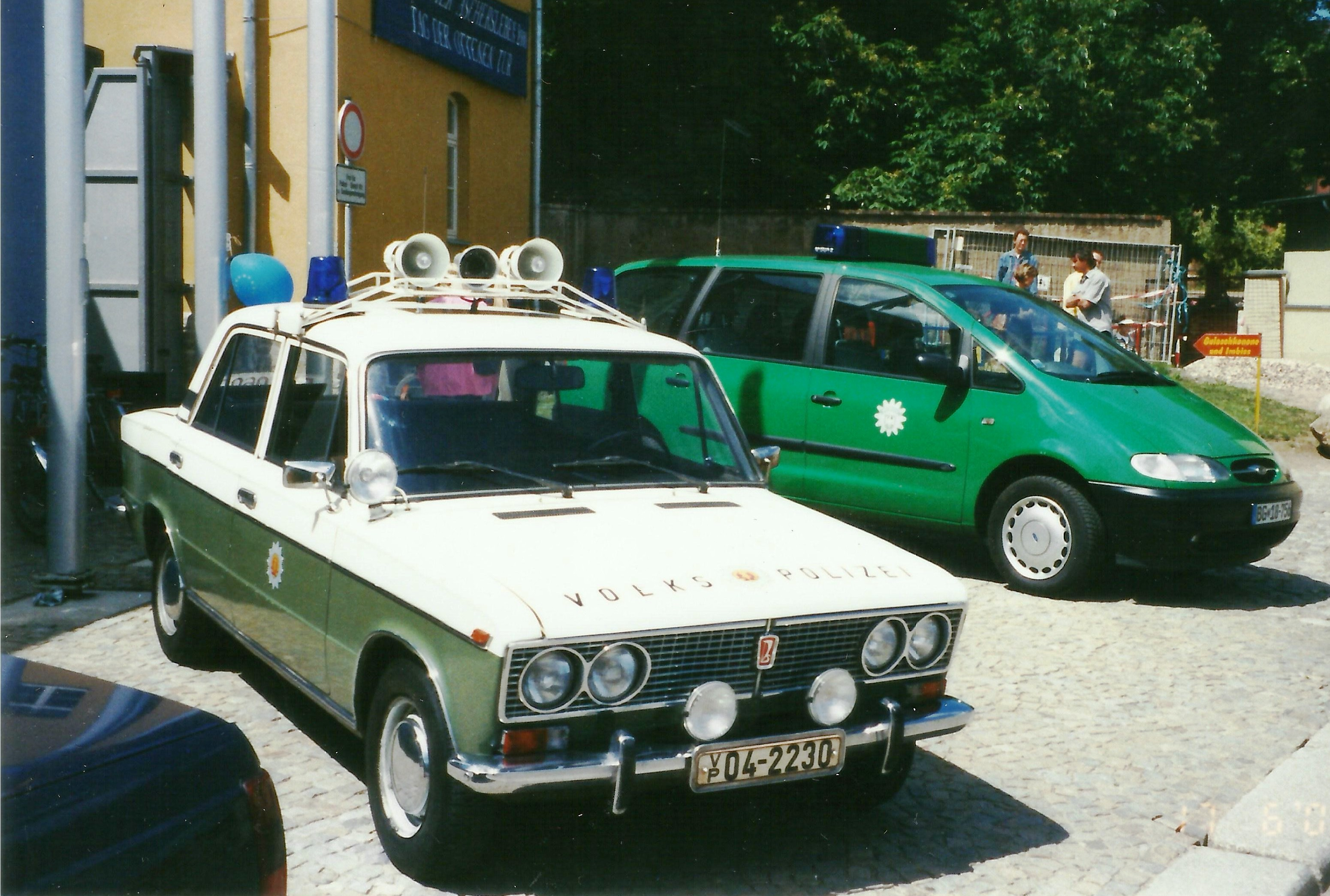
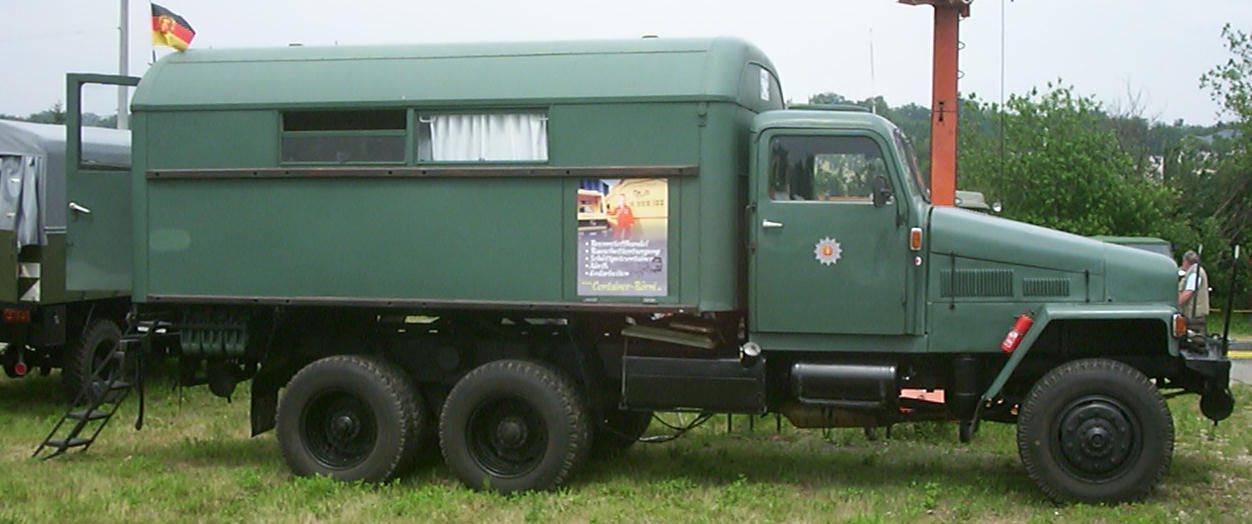
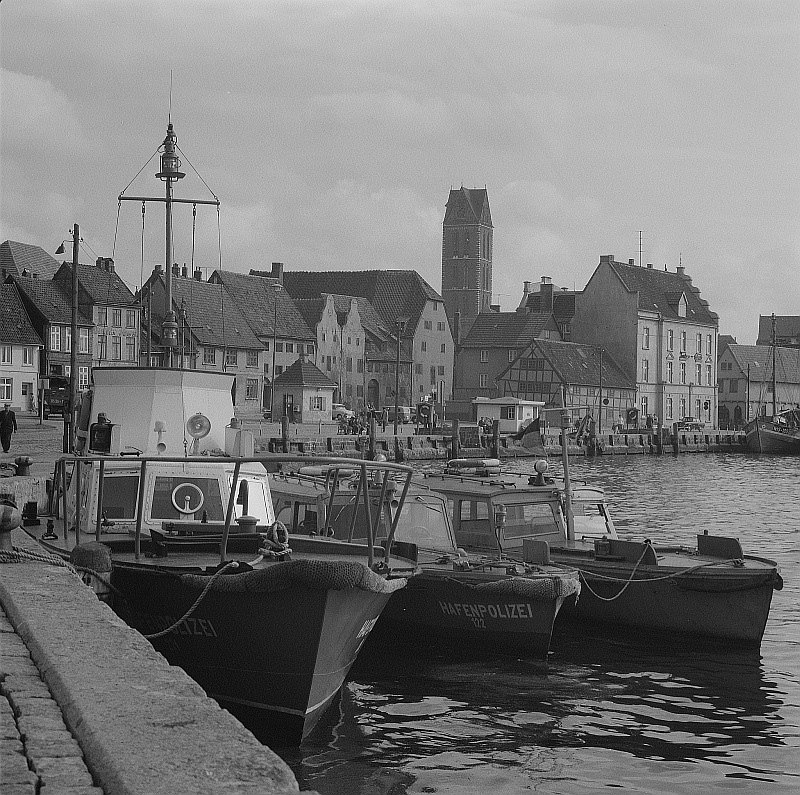
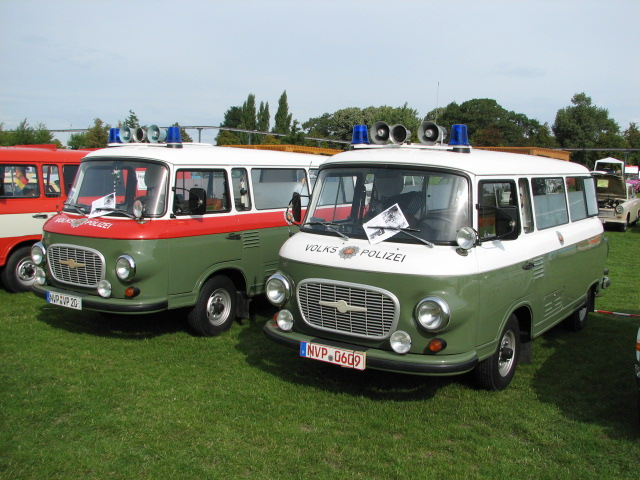
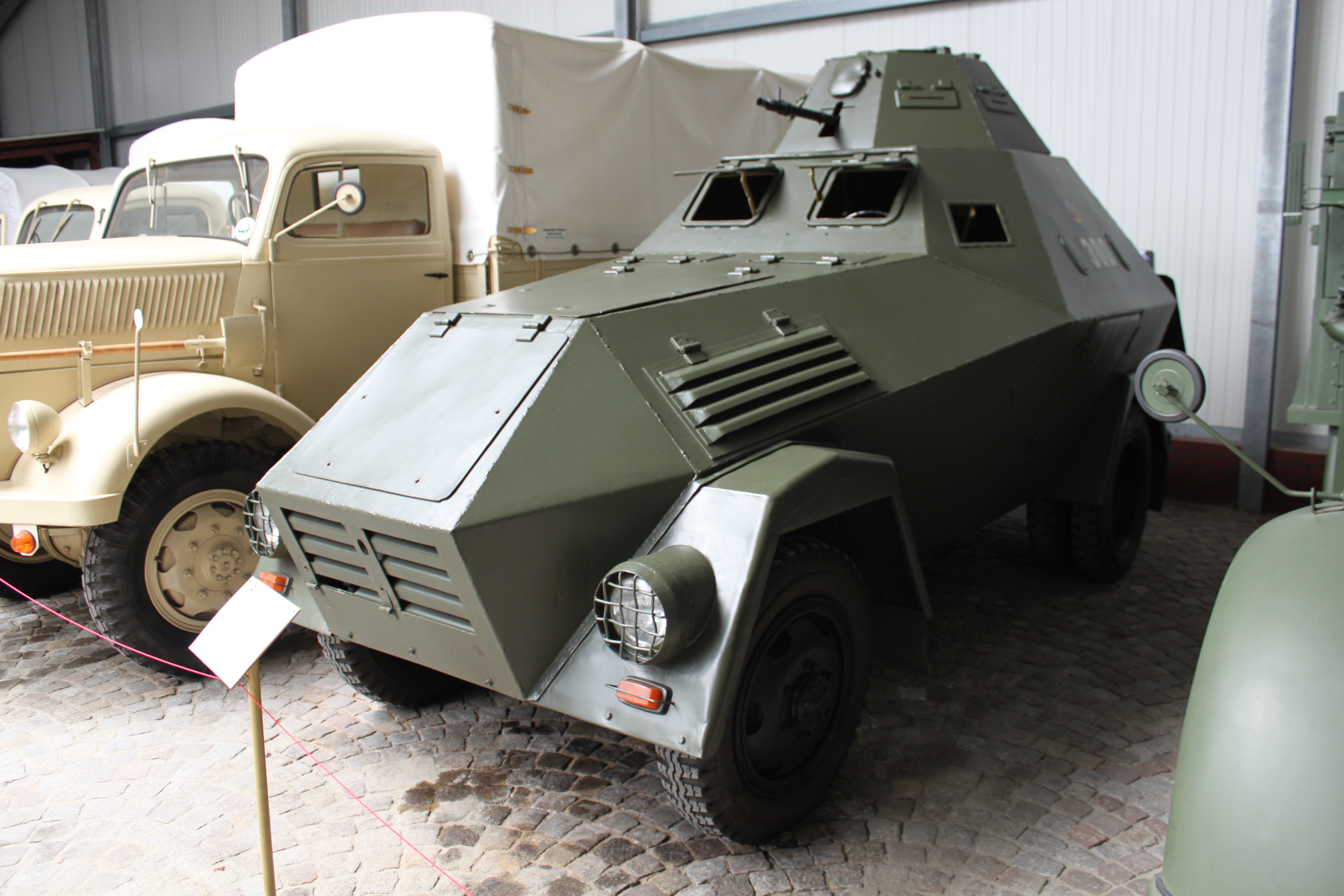
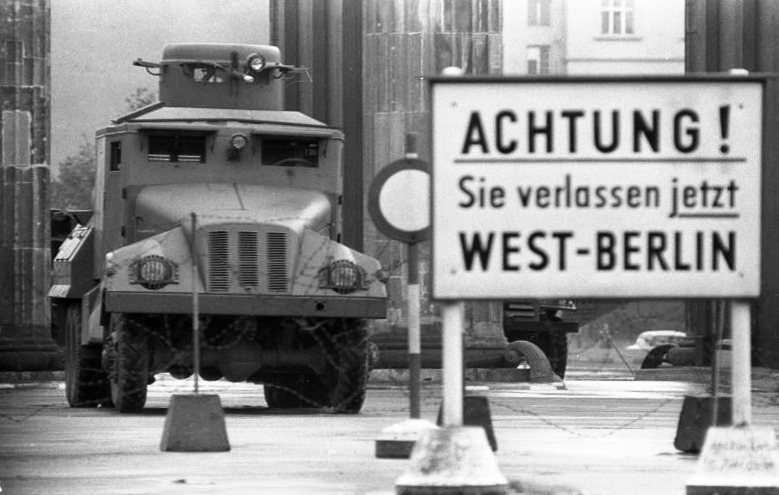